# Alcohuaz
Alcohuaz o Alcoguaz es una pequeña localidad chilena ubicada en la Región de Coquimbo. Se encuentra a más de 1740 m de altitud en el valle del Elqui, a orillas del río Claro. En 2017 contaba con 887 habitantes.
En el pueblo de Alcohuaz y sus alrededores se han encontrado evidencias de vida de las culturas molle y diaguita, siendo también lugar de descanso de los incas.
Las principales actividades económicas de sus habitantes son la agricultura, viticultura y el turismo. Los viñedos de Alcohuaz son los más altos de Chile, a más de 2.300 metros de altura en la cordillera de los Andes.
El pueblo cuenta con una escuela rural, instalaciones hoteleras, restaurantes y un centro astronómico, el observatorio Cielo Sur.